# Blinklys
Blinklys er en anordning på en bil eller andet motorkøretøj, med hvilken føreren giver tegn til at svinge eller skifte vognbane. Blinklysene består på moderne køretøjer af blinkende orange lamper, mens ældre køretøjer kan have en bevægelig pil (en såkaldt afviservinge) som kommer ud fra køretøjets side. Moderne blinklys fungerer parvis (venstre foran/bagpå og højre foran/bagpå). En typisk glødelampe til de forreste og bageste blinklys har en effekt på 21 Watt. I dag er det dog blevet mere almindeligt at benytte LED-teknik i blinklysene.

## Havariblink
Man kan også tænde alle blinklysene på én gang ved at aktivere det såkaldte havariblink med en kontakt på instrumentbrættet, der som oftest er rød med en trekant. Denne funktion benyttes for at advare andre trafikanter ved f.eks. motorstop.
Havariblink skal altid benyttes på motorvej ved stop, især den sidste i køen kan have interesse i at advare andre.